# Dolphin (emulator)
Dolphin är en flerspråkig TV-spelsemulator för spel till GameCube och Nintendo Wii på Windows, OS X och Linux. Den har en fri och öppen källkod och är översatt på flera språk, bl.a. svenska.

## Historik
Programmet släpptes ursprungligen 2003 som en emulator till Nintendo GameCube. Emulatorn var experimentell och saknade ljud. Året därpå slutade de utveckla programmet, som hade nått version 1.1. Utvecklarna återupptog projektet först 2005 och sedan 2007, då de gjorde smärre ändringar och lade till stöd för ljud.
Den 13 juli 2008 blev projektet öppen källkod och lade upp koden på Google Code under licensen GNU General Public License version 2.
Juli 2011 släpptes version 3.0 av programmet. Bl.a. stöd för Direct3D 11 lades till. Ännu fler spel som inte tidigare kunde köras kan nu göra det.
Version 3.5 släpptes den 25 december 2012. Från och med denna version kan programmet nu köras på FreeBSD.
6 april 2013 släpptes en version till Googles Android. Eftersom appen kräver mycket kraft ligger genomsnittet för bildrutefrekvensen på en bildruta per sekund.
Den 22 september 2013 släpptes version 4 av emulatorn, som stödjer bl.a. Wii Balance Board.

## Systemkrav
De minimala systemkraven inkluderar:
- En processor som stödjer SSE2
- En processor som stödjer Pixel Shader 3.0
- 2 GB RAM
- Windows 7, OS X v10.10 eller Linux[2]